# Please Mr. Postman
Singles de The Marvelettes
Twistin' Postman (en)/I Want a Guy
(1961)
Please Mr. Postman, est une chanson composée et écrite par Georgia Dobbins, William Garrett, Brian Holland, Robert Bateman (en) et Freddie Gorman (en) bien que les droits de la chanson sur le 45 tours d'origine est Dobbins/Garett/Brianbert. Cette attribution évoluera avec le temps. Elle est enregistrée par le groupe The Marvelettes et sortie en 1961. La chanson a été notamment reprise par les Beatles et les Carpenters.

## Historique
La chanson a été interprétée en avril 1961 devant Berry Gordy lors de l'audition des Marvels qui deviendront bientôt the Marvelettes. Elle est originellement écrite par Georgia Dobbins, la chanteuse principale de ce girl group, avec son ami William Garrett. Après le départ du groupe de celle-ci, la chanson est retravaillée, par Brian Holland, Robert Bateman (en) sous le pseudonyme collectif Brianbert. Freddie Gorman (en) fera des retouches à la chanson mais ne sera crédité que plus tard. Publié par le label Tamla, c'est le premier enregistrement des Marvelettes et la première chanson de Motown à atteindre les charts du Billboard Hot 100. L'instrumentation est produite par The Funk Brothers, avec Marvin Gaye aux percussions.
La chanson raconte comment l'interprète, Gladys Horton, attend le facteur pour une lettre de son amoureux parti en guerre. Leur single suivant, Twistin' Postman (en), a cette fois comme thème la réception d'une lettre de son copain.

## Version des Beatles
Pistes de The Beatles' Second Album
I Call Your Name I'll Get You
Pistes de With the Beatles
Till There Was You Roll Over Beethoven
Lors de leur tout premier passage à la radio de la BBC, le 7 mars 1962, les Beatles, avec Pete Best à la batterie, ont interprété quatre chansons, dont Please Mister Postman, à l'émission Teenager's Turn - Here We Go. Diffusée le lendemain, c'est la première fois qu'une chanson du label Tamla sera entendue à la radio britannique.
Cette chanson a été enregistrée à deux autres reprises dans les studios de la BBC, maintenant avec Ringo Starr derrière les fûts. La première prestation, le 10 juillet 1963 pour l'émission Pop Go the Beatles (en) du 30 juillet, est publiée sur On Air - Live at the BBC Volume 2. Elle est aussi enregistrée aux studios EMI le même jour de cette diffusion pour être incluse sur l'album With the Beatles qui sort le 22 novembre 1963. La septième prise est utilisée sur laquelle des overdubs sont rajoutés dont la deuxième piste vocale de Lennon. Les auteurs sont identifiés de façon complète.
Cette chanson sera aussi publiée en face B d'un 45 tours en Amérique du Nord le 15 février 1964, couplée à Roll Over Beethoven puis, en face A en Allemagne et au Japon, respectivement couplée à Hold Me Tight, le 26 mai, et Money (That's What I Want), le 5 juin.

### Interprètes
- John Lennon : guitare rythmique, chant
- Paul McCartney : basse, chœurs
- George Harrison : guitare solo, chœurs
- Ringo Starr : batterie

## Version des Carpenters
Singles de Carpenters
Santa Claus Is Coming to Town
(1974) Only Yesterday (en)
(1975)
Le duo américain Carpenters reprend ce titre en single en 1974, qui atteint le sommet du Billboard Hot 100 durant la semaine du 25 janvier 1975, et placé sur l'album Horizon (en). Sur tous les 45 tours et sur la version britannique de l'album, la chanson est créditée cette fois à B. Holland, F. Gorman et R. Bateman, tandis que tous les auteurs sont correctement crédités sur les autres éditions de l'album.